# Алёшинка (Тверская область)
Алёшинка — железнодорожная станция (тип населённого пункта) в Валдайском сельском поселении Бологовского района Тверской области России. По данным 2008 года население НП составило 93 человек.

## География
Деревня находится в северной части региона, в зоне хвойно-широколиственных лесов, в пределах восточного склона Валдайской возвышенности, у реки Алёшинка..

### Климат
Климат характеризуется как умеренно континентальный, влажный, с холодной продолжительной зимой и умеренно тёплым летом. Среднегодовая температура воздуха — 4,8 °C. Средняя температура воздуха самого холодного месяца (января) — −7,8 °C (абсолютный минимум — −48 °C), средняя температура самого тёплого (июля) — 15,6 °С (абсолютный максимум — 36 °С). Годовое количество атмосферных осадков составляет в среднем 762 мм, из которых большая часть выпадает в тёплый период. Снежный покров держится в течение 140 дней.

## История
Входит в Валдайское сельское поселение с момента его образования в 2005 году.
До 2005 года  Алёшинка входила в состав упразднённого Корыхновского сельского округа.

## Население
| 2010 |
| ---- |
| 59   |

## Инфраструктура
Путевое хозяйство. Проходит Октябрьская железная дорога (главный ход Москва — Санкт-Петербург).

## Транспорт
Автомобильный и железнодорожный транспорт.